# دکس‌لانسوپرازول
دکس‌لانسوپرازول که با نام‌های تجاری Dexilant و Biozodex فروخته می‌شود، دارویی است که اسید معده را کاهش می‌دهد. برای درمان بیماری ریفلاکس معده به مری استفاده می‌شود. اثربخشی آن مشابه سایر مهارکننده‌های پمپ پروتون (PPIs) است.< این دارو به صورت خوراکی مصرف می‌شود.
عوارض جانبی شایع شامل اسهال، درد شکم و حالت تهوع است. عوارض جانبی جدی ممکن است شامل پوکی استخوان، کاهش منیزیم خون، عفونت کلستریدیوم دیفیسیل، آنافیلاکسی و ذات الریه باشد. استفاده در بارداری و شیردهی ایمنی نامشخصی دارد. با مسدود کردن H+/K+-ATPase در سلول‌های جداری معده عمل می‌کند.
دکس‌لانسوپرازول برای استفاده پزشکی در ایالات متحده در سال ۲۰۰۹ تایید شد. در کانادا در سال ۲۰۱۶، گرانترین PPI موجود در بازار بود. در سال ۲۰۱۹، این دارو با بیش از ۲ میلیون نسخه دارو، دویست و هشتمین داروی رایج تجویز شده در ایالات متحده بود.

## استفاده پزشکی
دکس‌لانسوپرازول برای التیام و حفظ التیام التهاب مری فرسایشی و برای درمان سوزش معده مرتبط با بیماری ریفلاکس معده به مری (GERD) استفاده می‌شود. ماندگاری آن بیشتر از لانسوپرازول است که از نظر شیمیایی به آن شباهت دارد و نیاز به دفعات کمتر مصرف دارد. هیچ مدرک خوبی مبنی بر اینکه بهتر از سایر PPIها کار می‌کند وجود ندارد.

## عوارض جانبی
مهمترین عوارض جانبی (≥۲٪) گزارش شده در کارآزمایی‌های بالینی شامل اسهال، درد شکم، نفخ، تهوع، عفونت دستگاه تنفسی فوقانی و استفراغ بوده‌است.

## مکانیسم عمل
دکس‌لانسوپرازول مانند لانسوپرازول به طور دائم به پمپ پروتون متصل می‌شود و آن را مسدود می‌کند و از تشکیل اسید معده جلوگیری می‌کند.

## شیمی
دکس‌لانسوپرازول انانتیومر (R)-(+)-لانسوپرازول است که مخلوط راسمیکی از انانتیومرهای (R)-(+) و (S)-(-) آن است.